# Kamenný Most (okres Kladno)
Kamenný Most  (Duits: Steinbruck of Steinbruck in Böhmen) is een Tsjechische gemeente in de regio Midden-Bohemen en maakt deel uit van het district Kladno. Het dorp ligt op 5 km afstand van Velvary.
Kamenný Most telt 416 inwoners (2023).

## Etymologie
De herkomst van de naam Kamenný Most is niet met zekerheid vast te stellen. Volgens een volkslegende liep er een weg van de zetel van de Praagse prins naar Stadice door het dorp. Bĳ het dorp was een beek, waar met stenen een oversteekplaats werd gemaakt. De naam zou aan de oversteekplaats zĳn ontleend.

## Geschiedenis

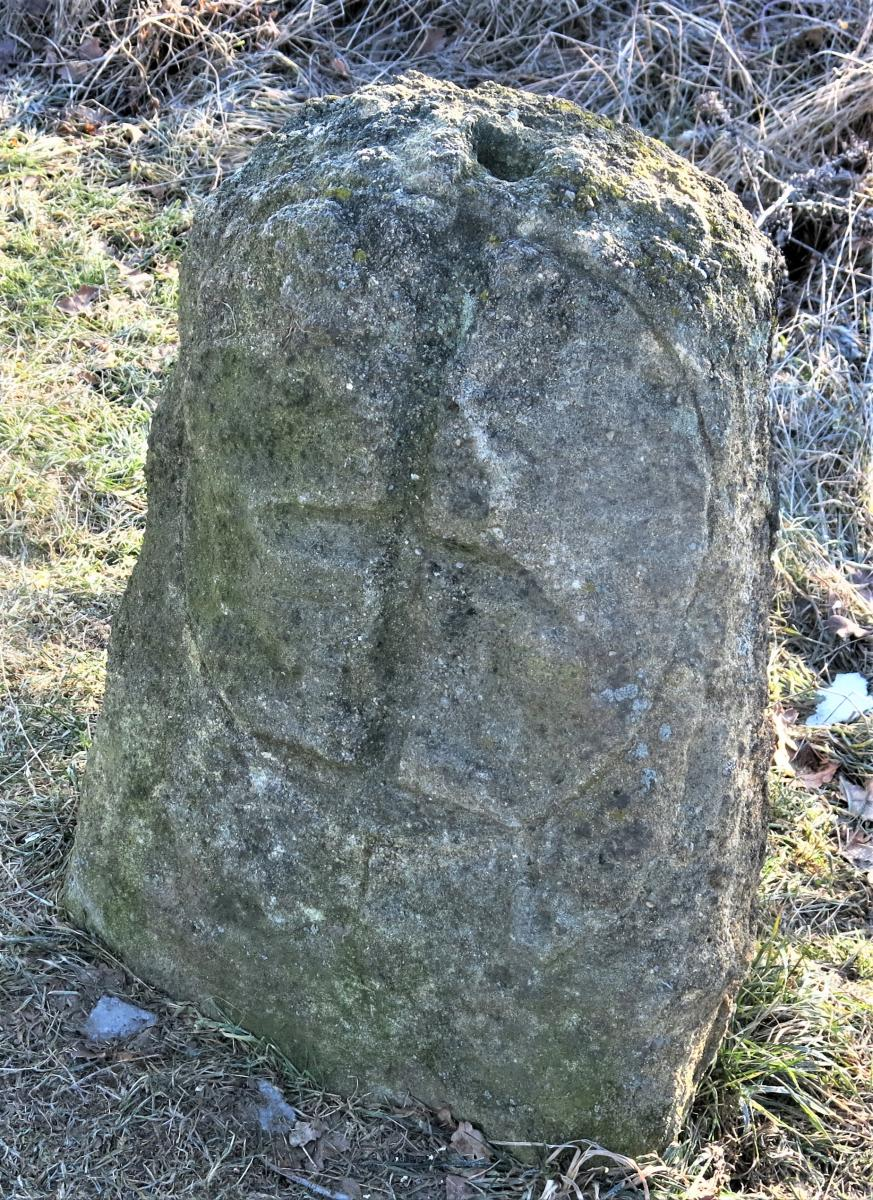
Gegraveerde zandsteen

De eerste schriftelĳke vermelding van het dorp dateert van 1088.
Ten westen van het dorp, op een heuvel aan het einde van een oud ruiterpad, bevindt zich een 120 cm hoge zandsteen met daarop een gravure van een Latijns kruis. De steen met gravure wordt door sommige onderzoekers beschouwd als prehistorisch of Keltisch. In het eerste geval zou het dan gaan om een menhir; in het tweede geval om een cultusobject.
In 1896 werd bĳ opgravingen door lokale bewoners een graf met menselĳke restanten blootgelegd, maar van deze ontdekking is niets bewaard gebleven. Volgens archeologen en historici zou het om een middeleeuws of nieuwetĳdsgraf gaan.
Sinds 1960 is Kammený Most een zelfstandige gemeente binnen het district Kladno.

## Verkeer en vervoer

### Autowegen
Er leiden diverse regionale wegen naar het dorp. Op 2,5 km afstand loopt weg I/16 die Kamenný Most met Slaný en Mělník verbindt.

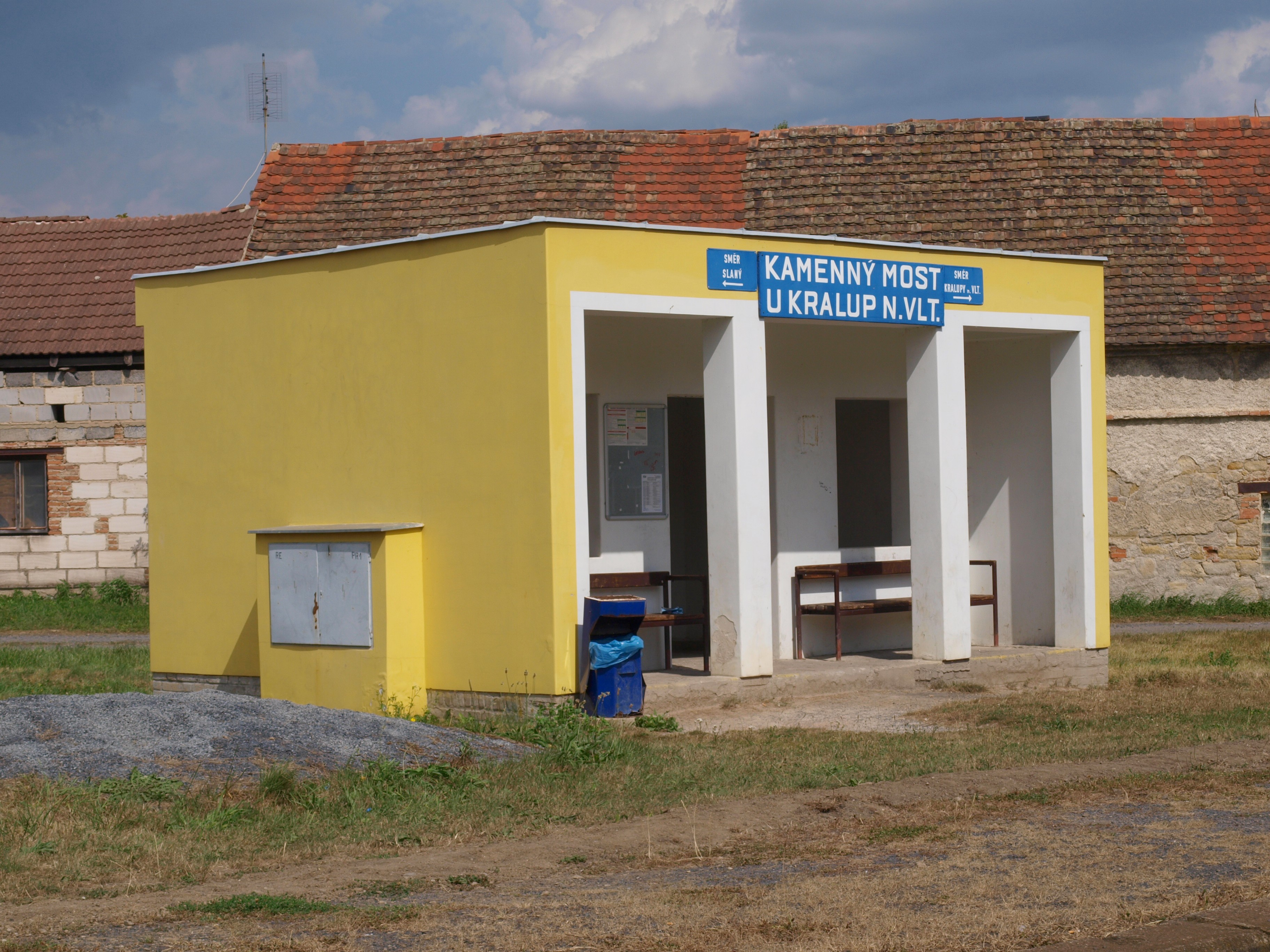
Station van Kamenný Most

### Spoorlĳnen
Station Kamenný Most u Kralupy nad Vltavou ligt aan spoorlijn 110 Kralupy nad Vltavou - Slaný - Louny. Lĳn 110 is een enkelsporige lĳn waarop het vervoer in 1884 begon. Er rĳden zo'n 15 stoptreinen en 1 sneltrein per dag.

### Buslĳnen

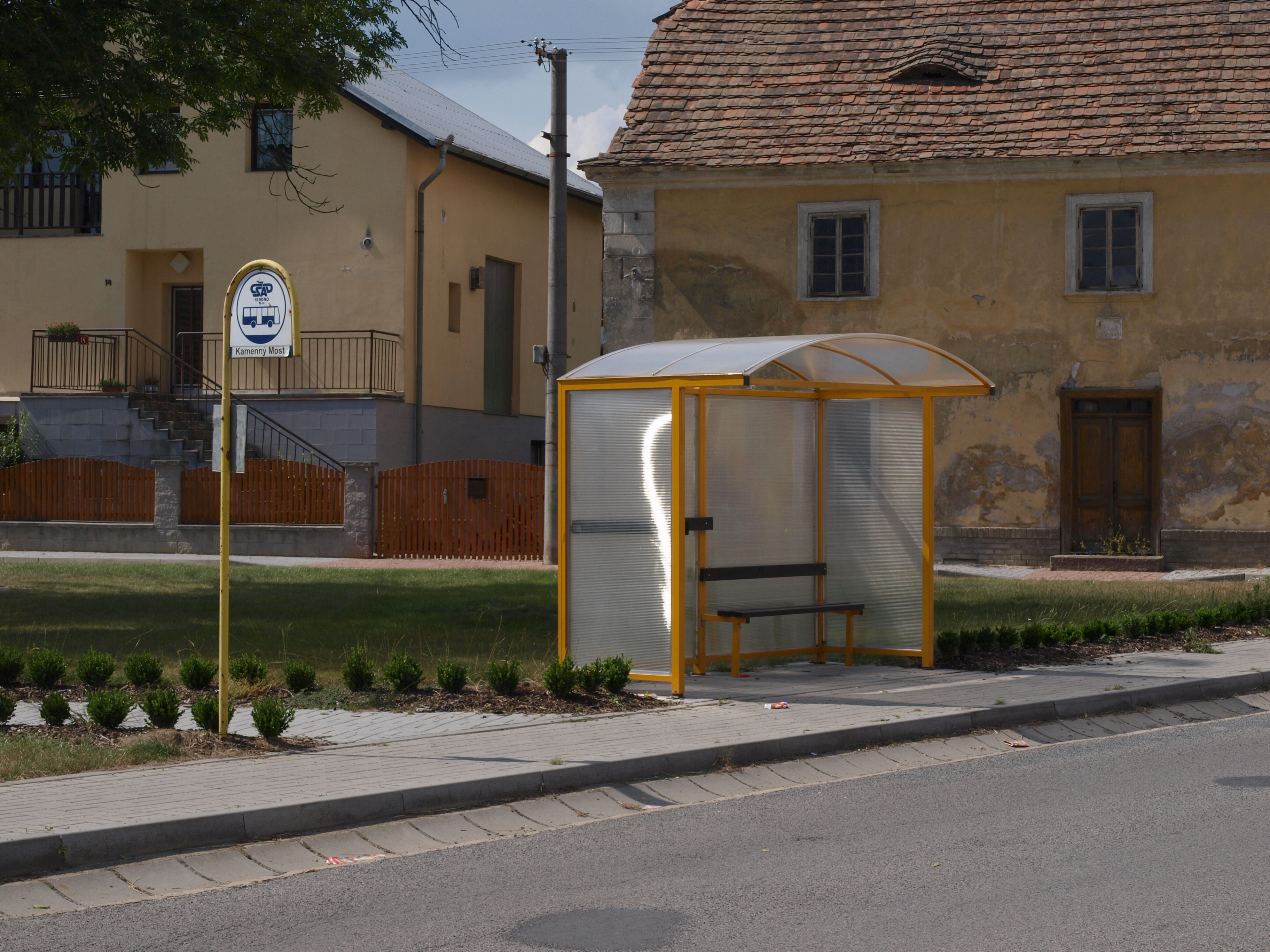
Bushaltes in het dorp

Er is één bushalte in het dorp:
| Halte              | Lĳn(en)                                   | Vervoerder(s)   |
| ------------------ | ----------------------------------------- | --------------- |
| Kamenný Most,křiž. | 612 Velvary - Kladno 626 Kladno - Velvary | ČSAD MHD Kladno |

## Bezienswaardigheden
- Kapel op het dorpsplein

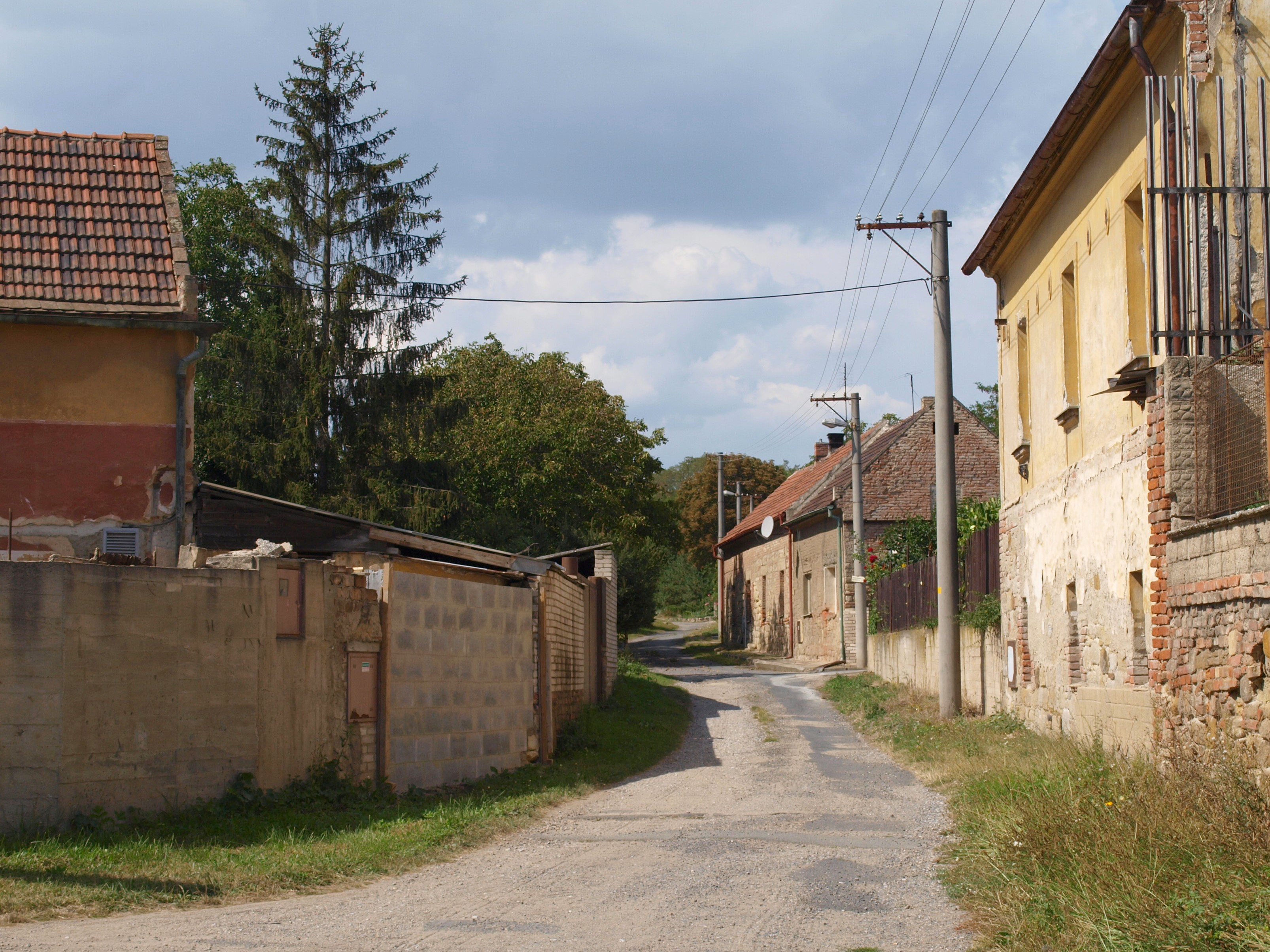
Straat in Kamenný Most
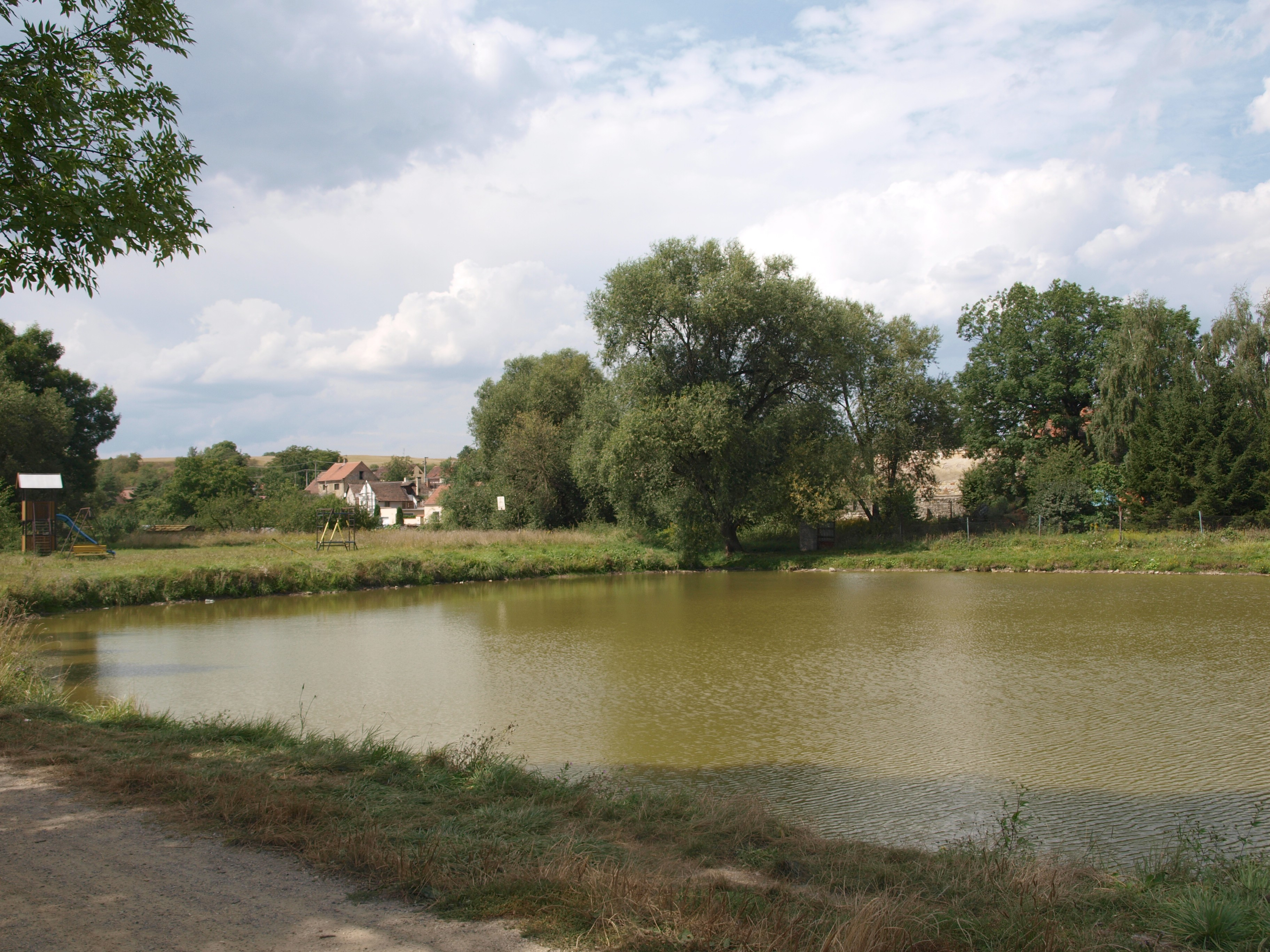
Dorpsvĳver
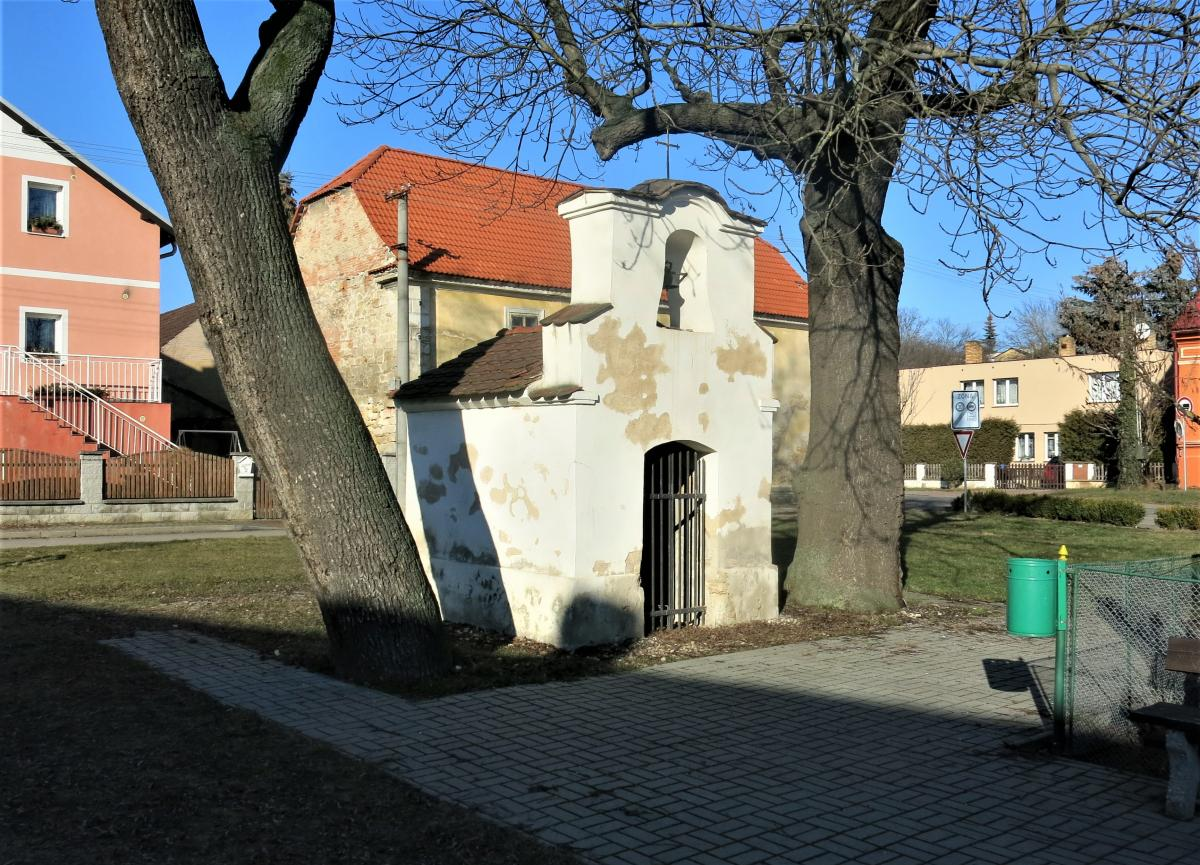
Kapel op het dorpsplein